# Интернирование российских подданных в Первую мировую войну
Интернирование российских подданных в Первую мировую войну было осуществлено в 1914 году властями Германской империи, Австро-Венгрии, Болгарии и Османской империи. Всего были интернированы несколько сотен тысяч гражданских лиц («гражданских пленных») — туристов, студентов, сезонных рабочих. Значительная часть из них (женщины, дети и нетрудоспособные мужчины) была отправлена в Российскую империю до конца 1914 года. Трудоспособные военнообязанные мужчины получили статус военнопленных и не смогли вернуться до конца Первой мировой войны. Некоторые из них были помещены в лагеря для военнопленных, сезонные рабочие были вынуждены продолжить свой труд, но уже в принудительном порядке.
Власти Российской империи в 1914 году поступили в отношении подданных вражеских держав аналогичным образом: военнообязанных мужчин (за некоторым исключением) объявили военнопленными, а невоеннообязанным частично разрешили выезд на родину, частично выслали в отдаленные местности. В российской художественной литературе и публицистике сложился образ «зверств» со стороны немцев в отношении части интернированных: российской интеллигенции, оказавшейся на территории Германии в начале Первой мировой войны.

## Правовое положение интернированных
Международное право (Гаагские конвенции 1907—1908 годов) не регулировало статус граждан вражеских государств, оказавшихся в момент начала войны на территории противника, поэтому в отношении «гражданских пленных» в начале Первой мировой войны было довольно много неясностей в выстраивании властей в отношении этих лиц. При этом в начале Первой мировой войны власти воюющих государств интернировали огромное число лиц: более 800 тысяч вражеских подданных в Европе и 50-100 тысяч в остальном мире. В научной литературе эти лица получили название «enemy aliens» («враждебные иностранцы»).

## Численность и состав российских подданных на территории Центральных держав накануне Первой мировой войны
Накануне Первой мировой войны на территории Германии и Австро-Венгрии находились сотни тысяч российских подданных. Наиболее многочисленными были следующие категории:
- Сезонные рабочие из России. К 1 августа 1914 года только на территории Германии находились около 250 тысяч русских рабочих, которые были в основном заняты на полевых работах в пограничных районах Восточной Пруссии[3]. Многие прибывшие из России занимали должности в австрийских и германских городах и курортах[3].
- Российские туристы, в том числе прибывшие на лечение (например, в Карлсбад);
- Студенты.

Общая численность российских подданных на территории Германии и Австро-Венгрии была сопоставима с численностью подданных этих стран в России. На начало Первой мировой войны на территории Российской империи находились около 170 тысяч германских и 120 тысяч австрийских подданных, многие из которых проживали в приграничных с Германией и Австро-Венгрией местностях.

## Интернирование во второй половине 1914 года
Несмотря на тревожные сообщения многие даже образованные российские подданные не желали покидать Германию и Австро-Венгрию. Так, накануне Первой мировой войны в Мангейме была группа русских шахматистов во главе с А. Алехиным, которые прибыли для участия в международном турнире. Предупреждению российского консула в Мангейме о серьезности положения большинство российских шахматистов не поверило и предпочло продолжить турнир. 31 июля 1914 года немецкие и австрийские банки начали отказывать в обмене валюты и выдаче денежных переводов из России.
В сентябре 1914 года власти значительно ослабили контроль над вражескими подданными. В результате улучшилось отношение местного населения к российским подданным. Интернированный в Германии историк Н. И. Кареев писал об этом:

Правительственное удостоверение, что мы не лазутчики и не отравители, сделало свое дело, и мимо нас люди проходили равнодушно, когда мы несколько забывались и говорили на родном языке…
Облегчение режима содержания означало то, что оставшиеся в Германии и Австро-Венгрии российские подданные смогли вести похожую на довоенную жизнь: селиться где им было угодно и свободно перемещаться по улицам. При этом в разных городах и местностях существовали различные правила пребывания вражеских подданных. Например, в Ростоке обязательным условием была только ежедневная отметка в комендатуре в 8 часов вечера. В Гамбурге русские под страхом тюремного заключения не имели права собираться на улице группами, говорить в публичных местах на русском языке и уезжать из города без особого разрешения (кроме поездок во Франкфурт-на-Майне для посещения испанского консульства).
Однако вместе с облегчением режима немецкие и австрийские власти практически полностью сняли с себя попечение о вражеских подданных (кроме военнопленных): отказывали в предоставлении пособий, мотивируя это большим количеством нуждающихся среди местного населения. В итоге русским женщинам пришлось работать горничными и нянями, а некоторым уходить в больницы и приюты для бедных.
Все российские подданные на территории вражеских государств были разделены в начале войны на две большие группы: военнообязанные мужчины и все остальные. Все военнообязанные мужчины были объявлены военнопленными. Эта практика соответствовала подходу российских властей к подданным Германии и Австро-Венгрии. Указ Николая II Сенату «О правилах, коими Россия будет руководствоваться во время войны 1914 года» от 28 июля 1914 года аннулировал «всякие льготы и преимущества, предоставленные подданным неприятельских государств», предписывал местным властям «задержать подданных неприятельских государств, как состоящих на действительной военной службе, так и подлежащих призыву, в качестве военнопленных», а также разрешал местным властям высылать подданных государств-противников «как из пределов России, так и из пределов отдельных ея местностей, а равно подвергать их задержанию и водворению в другие губернии и области». Указ Николая II от 2 августа 1914 года предписывал задерживать подданных вражеских государств мужского пола в возрасте от 18 до 45 лет (затем от 17 до 45 лет) в качестве военнопленных.
Российские власти как и власти Германии признавали гражданскими пленными женщин, детей и стариков. Например, в сентябре — октябре 1916 года командование Приамурского военного округа передало органам Министерства внутренних дел 84 турецких «гражданских пленных» (73 мужчины в возрасте от 50 до 80 лет, 10 детей до 14 лет и одна женщина) с предписанием «оставить их в настоящем месте жительства, установить над ними полицейский надзор, не допуская никаких отлучек в другие места».

### Германия
Власти Германии подвергли аресту не только военнообязанных, но и отставных российских военнослужащих. Например, в Берлине были задержаны генерал Палтов, адмирал Скрыдлов, генерал Фрезе, генерал Гельмгольц, полковник Гришинский, генерал-адъютант Козлов, генерал Ставровский.
Особую (и самую большую по численности) категорию составили российские сезонные рабочие, преимущественно поляки. Их власти Германии не отпустили на Родину, оставив для продолжения сельскохозяйственных работ. Более того, власти Германии отменили ограничение на использование труда этих сезонных рабочих в промышленности за пределами Восточной Пруссии. Уже в 1914 году часть территории российской Польши была занята немецкими войсками, а в 1915 году вся российская Польша оказалась оккупирована. Германские власти стали в дополнение к интернированным сезонным рабочим депортировать для работ в Германию российских поляков. К концу Первой мировой войны в Германии находилось около 700 тысяч поляков с территории Российской империи, которые трудились в основном в сельском хозяйстве. Польским рабочим была запрещена любая смена места пребывания и смена любого рабочего места. Монополией набора рабочей силы на оккупированной российской территории обладала Германская центральная контора земледельческих рабочих (Deutsche Feldarbeiter-Zentralstelle). Она работала по тем же принципам, что и до Первой мировой войны, с той лишь разницей, что во время войны не было заключено ни одного свободного трудового договора (то есть труд стал принудительным). Вывезенные в Германию польские рабочие не имели права на возвращение, смену рабочего места и места пребывания. Немецкие власти в Варшаве и в других городах запретили любые общественные работы, чтобы создать безработицу. В ноябре 1916 года польские рабочие были переданы в компетенцию военного ведомства и работодатели получили право подавать заявления о направлении тех или иных польских сезонных рабочих в лагеря для военнопленных, где тех привлекали к принудительному труду как военнопленных.
Вывоз в Германию для работ населения оккупированной территории касался не только России. Так, во время войны около 150 тысяч бельгийцев были вывезены в Германию для принудительной работы в промышленности.

### Османская империя
Османская империя вступила в Первую мировую войну позднее Германии и Австро-Венгрии, но в отличие от этих стран в приграничной полосе (Закавказье) началась гражданская война между христианами и мусульманами. Возникла проблема обмена интернированными гражданскими лицами между Россией и Османской империей. Тут также проводилось разграничение между военнообязанными и невоеннообязанными. Возвращение невоеннообязанных гражданских проводилось с самого начала войны. Уже в декабре 1914 года по распоряжению Наместника его императорского величества на Кавказе турецкой стороне была передана группа чиновников занятого русскими Баязета, поскольку люди эти не подлежали призыву в вооруженные силы по возрасту и (или) состоянию здоровья. Тем не менее формального полного разрешения на выезд всем турецким невоеннообязанным не было дано, хотя юридически не было оснований их удерживать в России. На запрос Министерства внутренних дел Юрисконсультская часть Министерства иностранных дел дала 6 апреля 1915 года такой ответ:

…в действующих правилах не содержится постановления, в силу коего надлежало бы задерживать в России турецких подданных, не принадлежащих к числу военнообязанных… Однако ввиду того, что в данном вопросе имеют преобладающее значение соображения военного характера, следовало бы быть осведомленным о мнении военного ведомства, то есть прежде всего штаба Верховного главнокомандующего…
Со своей стороны начальник штаба Верховного главнокомандующего генерал от инфантерии Н. Н. Янушкевич не увидел «достаточных оснований для разрешения выезда за границу задержанным в России турецким подданным как призывного, так и не призывного возрастов».
Интернированные русские подданные в Османской империи, попавшие в лагеря для военнопленных, оказались в худшем положении, чем интернированные в германских и австрийских лагерях. Связано это было в том числе с нехваткой средств у турецкой стороны. Наблюдением за местами содержания турецких военнопленных в России и российских военнопленных в Турции занималась Испания. На рубеже 1915—1916 годов между Россией и Турцией было после шестимесячных переговоров достигнуто принципиальное согласие на посещение на принципах взаимности делегатами Международного Комитета Красного Креста лагерей русских военнопленных в Турции и турецких в России. Осенью 1916 года делегация Международного Комитета Красного Креста проинспектировала лагеря русских военнопленных в Турции, зафиксировав слабую медицинскую помощь, наличие телесных наказаний, предоставление офицерам медикаментов только за плату, отсутствие в помещениях печей, а в умывальниках мыла, некачественную воду и «ужасную обувь» (лагеря турецких военнопленных в России представители Международного Комитета Красного Креста не посетили).
Играл свою роль факт отсутствия обменов делегациями сестер милосердия между Россией и Османской империей. Между тем, при посредничестве Датского общества Красного Креста, дважды (в 1915 году и в 1916 году) Австро-Венгрия, Германия и Россия обменивались делегациями сестер милосердия, которые в ходе осмотра «мест водворения» пленных оказали своим соотечественникам поддержку, одновременно собрав большой фактический материал об их положении. Вопрос о взаимном посещении военнопленных русскими и турецкими сестрами милосердия был впервые поднят в апреле 1917 года, но в итоге не получил дальнейшего развития.

## Оказание помощи интернированным и их выезд в Россию
С началом войны дипломатические отношения Российской империи с Германией и Австро-Венгрией были разорваны. Защиту интересов России и ее подданных взяла на себя Испания. Испанские посольства и консульства собирали информацию о русских подданных, просили об их освобождении из заключения, о переводе им денег и о разрешении им выехать в Россию. Благодаря помощи испанских дипломатов в начале августа 1914 года в Петербург поступили по телеграфу первые списки находящихся во вражеских государствах русских подданных. Министерство иностранных дел Российской империи опубликовало четыре таких списка, датированных периодом с 26 июля по 30 сентября 1914 года (по старому стилю). Первый список был самым длинным: в отделе «Германия» перечислены более 2500 человек. В списке указывались фамилия (иногда также имя), место нахождения человека и запрашиваемая им сумма. Последующие списки были короче. Так, в четвертом списке в отделе «Германия» числились лишь 355 человек, причем больше половины отмечены как выехавшие, часть мужчин отмечена как «военнопленные», некоторые помечены как раненые и умершие. Списки увеличивались только в отделе «Дания». Были списки находившихся в Бельгии и Швейцарии. При этом в списках указывалось сколько надо перевести и куда (на какой адрес и счет) средств. В двух последних списках было больше информации, например «здоров, Париж, вступил в иностранный полк», «здоровье лучше в настоящее время, благодарит за деньги».
В Министерстве иностранных дел Российской империи был создан справочный стол для оповещения близких и родственников оставшихся в Германии и Австро-Венгрии русских. Его возглавил Ю. Я. Соловьев, служивший до августа 1914 года советником российского посольства в Мадриде. Соловьев завел систему коллективных приемов, так как большинству «приходилось говорить почти одно и то же, к сожалению, малоутешительное». Со временем Соловьеву удалось наладить дело, и каждый задержанный во вражеских странах русский подданный смог ежемесячно получать до 300 рублей (в исключительных случаях 500 рублей). В первый же день открытия этих операций родные и близкие перечислили справочному столу около 45 тысяч рублей. Практика передачи через нейтральную страну денег интернированным была обычной. Со свой стороны власти Российской империи разрешили Германии через представителей Швеции и США переводить деньги германским интернированным. С августа 1914 года по февраль 1917 года власти США получили от немецких властей 36,9 млн марок для распределения среди гражданских пленных и 9,9 млн -для военнопленных.
Выезд российских подданных после первых сообщений об ухудшении международной обстановки поначалу осуществлялся самостоятельно. Существовали три направления выезда:
- Через Швейцарию и Италию, однако он включал не только железнодорожные, но и морские переправы;
- По железной дороге через Берлин и Восточную Пруссию: российская граница с Германией была закрыта позднее, чем российская граница с Австро-Венгрией;
- Через Данию.

Благодаря работе специальной комиссии (куда вошли как известные русские, так и немецкие ученые) к середине августа 1914 года власти Германии дали согласие на выезд российских подданных. На расширенном совещании от комиссии Кареев, Енакиев, Кан, Симон и Фукс составили списки отъезжающих и порядок распределения мест и билетов. Порядок предусматривал, что каждый поезд будет состоять из вагонов трех классов: на 400 мест в I и II классах, и на 800 — в III классе. Каждый пассажир I класса должен был оплатить проезд двух пассажиров III класса, а каждый пассажир II класса — по одному пассажиру III класса. Берлинская комендатура изменила списки отъезжающих, отложив для многих сроки отправления. Кареев предполагал, что с первым поездом уедут 130 учительниц. Однако комендатура оставила только 55 учительниц, причем билет был не до Петербурга, как планировалось, а лишь до шведского Евле.
23 августа 1914 года первый «русский» поезд отправился из Берлина. Запрещалось увозить фотоаппараты, любые бумаги и письма. Затем специальные составы с русскими ушли из других городов Германии. К середине осени 1914 года большая часть русских подданных — женщин, детей и мужчин, не подлежавших призыву, — покинула территорию Германии и Австро-Венгрии.
Особым было положение российских студентов и ученых. В августе — сентябре 1914 года все иностранные студенты были отчислены из германских вузов. Часть этих студентов оказалась на короткое время в лагерях для интернированных, но потом они были отпущены. В частности, в Гёттингене российские студенты были отпущены под поручительство немецких профессоров и с обязательством не покидать город и отмечаться в полиции. Этим студентам помогали даже те немецкие профессора, которые подписали шовинистическое воззвание «К культурному миру». Преподававшие в немецких университетах российские профессора и стажеры были лишены права вести занятия, но с помощью немецких коллег стали работать в библиотеках и осуществлять техническую работу в исследованиях немецких ученых.
Фактором давления на противника было применение репрессий в отношении его подданных на российской территории в ответ на репрессии по отношению к российским подданным. Так, в мае 1917 года в Уральске были взяты под стражу 40 интернированных турецких подданных «зажиточного класса в виде репрессии за незаконный арест 20 русских, проживающих в Константинополе». Принцип взаимности при обращении с пленными и интернированными подчеркивался и в официальных документах. Так, 11 (24) августа 1917 года власти Османской империи направили Министерству иностранных дел России ноту о том, что имели место «невыносимые условия жизни турецких пленных-инвалидов», размещенных в Иваново-Вознесенске. В ответ Министерство иностранных дел Российской империи указало: «пленные инвалиды содержатся точно также, как и больные русские, и по данным, поступающим в Министерство иностранных дел, гораздо лучше, чем пленные русские инвалиды в Турции».
Трудоспособные мужчины были оставлены в Германии. Некоторые из них оказались в лагерях для военнопленных, которые подвергались частым инспекциям со стороны различных международных организаций и испанских дипломатов. Представители испанского посольства только "в течение августа-ноября 1916 года осмотрели в Германии 44 офицерских лагеря, 130 солдатских, 190 лазаретов и значительное число рабочих команд и отдельных мест работы русских военнопленных (по итогам этих осмотров испанские представители прислали русскому правительству 195 донесений). У российских властей не было к испанским представителям каких-то серьезных претензий.
Помощь российским интернированным оказывали также иные (кроме Испании) нейтральные страны и различные иностранные общественные (в том числе религиозные) организации: шведский Красный Крест проводил обмен гражданскими лицами между Германией и России, причем в этом обмене участвовали Министерство иностранных дел Швеции, сообщество Шведских национальных дорог и Национальный совет здравоохранения. Помощь оказывал также немецкий Красный Крест. Христианский союз молодых людей передавал российским военнопленным и интернированным иконы и крестики, а также содействовал в организации религиозных праздников в лагерях. Этот же Союз доставлял в лагеря учебную литературу, спортивный инвентарь, организовывал спортивные мероприятия.
Подписание Брестского мира привело к тому, что в мае 1918 года началась новая волна массового отъезда интернированных из Германии.

## Численность оставшихся после 1914 года интернированных
После организованного выезда 1914 года в Германии остались десятки тысяч интернированных российских подданных. Часть из них находилась в лагерях, многие жили и работали на свободе. В «Докладной записке» начала мая 1918 года Семков сообщил об 1 млн военнопленных и 50 тысячах интернированных (с уточнением, что это приблизительные цифры).

## Интернирование в Болгарии
После вступления Болгарии в войну на стороне Центральных держав, там были интернированы подданные Российской империи. Они содержались вместе с русскими военнопленными, зачастую в одних и тех же лагерях, без разделения.

## Общественные организации интернированных
Российские подданные создали ряд организаций по взаимопомощи. В Ростоке группа из нескольких сотен русских создала совет старост, распределявший «хлебный фонд» для поддержки малоимущих, общую кассу, куда поступали денежные переводы из России. Интернированные в Ростоке организовали небольшую библиотеку, шахматный кружок, курсы по изучению английского языка, а также выпустили один номер рукописного журнала «Пленник».
В организациях интернированных принимали участие также подданные Германии и Австро-Венгрии. Так, в августе 1914 года в Берлине в здании «Дойче банка» прошло для участия в совещании по поводу судьбы русских подданных в Германии. На совещании в здании «Дойче банка» присутствовали около 30 человек, в том числе издатель И. А. Ефрон, князь Д. И. Бебутов, инженер Ф. Е. Енакиев, член Думы А. И. Чхенкели. Была создана специальная комиссия, куда помимо известных русских вошли немецкие ученые — известный антирусскими высказываниями Теодор Шиман, доктор права Бернгард Кан, историки Гуго Симон и Эдвард Фукс. На первом заседании комиссии было решено создать два комитета: для сбора денег и для их распределения между русскими подданными в виде пособий.

## Расследование преступлений в отношении интернированных
С 1915 года в России функционировала Чрезвычайная следственная комиссия для расследования нарушений законов и обычаев войны австро-венгерскими и германскими войсками, которая опрашивала в том числе вернувшихся из плена. Абсолютное большинство вернувшихся интернированных в эту Комиссию не обратилось. В фонде Комиссии сохранились дела только двух интернированных русских: консула в Кёнигсберге З. М. Поляновского (выпущен в октябре 1915 года) и А. Алёхина (отпущен в начале 1916 года).

## Интернирование в российской и зарубежной прессе
Рассказы вернувшихся интернированных активно публиковались в русской прессе. Националистические издания («Новое время», «Свет», «Голос Руси», «Московские ведомости» и другие) на примерах отношения немцев к русским туристам доказывали, что война «спустилась» на бытовой уровень и была «решающей битвой славянства и германизма». Жизнь русских в Германии описывали как всеобщее «озверение» немцев и практическое отсутствие фактов доброжелательного отношения или помощи. В националистической прессе опубликованные воспоминания туристов часто подвергались правке и сокращению, предпочтение отдавалось отрицательным высказываниям о Германии. В таком же виде свидетельства русских туристов попали на страницы пропагандистских книг и брошюр о «немецких зверствах». В подобных изданиях «мытарства» русских в Германии и Австро-Венгрии шли до военных преступлений армий. Либеральные издания («Русское слово», «Речь», «Русские ведомости», «День» и др.) для борьбы с антинемецкой истерией публиковали воспоминания с примерами доброжелательного отношения немцев к русским туристам.

## В художественной литературе
- Жизнь интернированных описана в новелле «Я был актером» и романе «Города и годы» (1924 год), написанных советским писателем Константином Фединым, который сам был интернирован в 1914 году и был отпущен из Германии лишь в 1918 году[19].
- Картина немецких зверств в отношении интернированной русской интеллигенции описана в романе Валентина Пикуля «Честь имею»[20]:

Если в Вене во всем обвиняли сербов, то в Берлине указывали на русских как на заядлых поджигателей войны. Сначала ударили их по карману, разменивая деньги по самому низшему курсу: 100 рублей шли за 100 марок. Потом перед ними закрыли банки, и русские были рады пообедать уличной сосиской. Спать не давали резервисты… Еще вчера милые и услужливые, хозяева отелей сразу превратились в первобытных хамов, только разве не опустились на четвереньки. Заодно с полицией они вышибали русских на улицу. Из немецких клиник выбрасывали русских (даже тех, кто был согнут в дугу после вчерашней операции)… Не я выдумал, а свидетельствуют очевидцы — одна русская женщина была заживо растерзана… Только в одном Берлине скопилось до пятидесяти тысяч русских. Тех, кто протестовал против издевательств или вступался за женщин, таких немцы пристреливали. Мужья вступались за своих жен — расстрел, отцы за честь своих дочерей — расстрел! Униженные, избиваемые, оплеванные, русские думали об одном — как бы поскорее кончить этот летний сезон дома, где и солома едома. Беда людей в том, что, попав в необычные условия, оторванные от родины, лишенные денег и права переписки, русские потеряли возможность решать так, как им хочется, а решать иначе они не умели. Весь ужас был в том, что из Германии не вырваться. Немцы задерживали русских ученых, инженеров, политиков, профессуру, генералов и адмиралов. Наконец, молодых и здоровых мужчин призывного возраста без проволочек объявляли военнопленными, безжалостно разлучая их с семьями. Полицайревиры (русские «участки») с утра до ночи были забиты плачущими женщинами с детьми…

## Известные интернированные
- Член Государственной думы Александр Алехин
- Историк Николай Кареев
- Писатель Константин Федин
- Член Государственного совета Александр Фрезе